# Famiglia domenicana
La famiglia domenicana è l'insieme dei religiosi e dei laici, che si ispirano al carisma di san Domenico di Guzmán.
Ne fanno parte:
- i frati;
- le monache;
- varie congregazioni religiose femminili;
- la Fraternita laica di San Domenico;
- alcuni istituti secolari;
- varie associazioni laicali, come le confraternite del Santo Rosario.

## Siti
- Sito ufficiale dell'Ordine dei predicatori, su op.org.
- Sito dei Laici Domenicani della Provincia di Santa Caterina da Siena, su laicidomenicani.it.
- Pagina Facebook dei Laici Domenicani della Provincia di Santa Caterina da Siena, su facebook.com.